# Ernest Reptin
Ernest Reptin, né le 17 juin 1903 à Bonnières et mort le 15 décembre 1976 à Barly, est un homme politique français.

## Biographie
Il entre au conseil municipal de Barly en 1929 et en devient maire en 1956, il y reste jusqu'en 1976. Il assume différentes fonctions dans le monde agricole aussi bien d'un point de vue communal que départemental. En 1959 et en 1968, il est choisi pour être le suppléant de Pierre Garet aux élections sénatoriales. En complément de son mandat de sénateur, il devient membre de droit du conseil régional de Picardie.
Il entre au Sénat, en 1972, lors du décès de Pierre Garet.
Lors de son décès, son siège reste vacant jusqu'aux élections sénatoriales de 1977.

## Détail des fonctions et des mandats
Mandat parlementaire
- 11 décembre 1972 - 15 décembre 1976 : Sénateur de la Somme